# La Batalla
La Batalla fou un periòdic en llengua castellana publicat pel marxisme barceloní en quatre èpoques diferents:
Va començar el 1922 com a setmanari a Barcelona com a plataforma de difusió de les idees marxistes, per tal de contrarestar la influència anarquista sobre la Confederació Nacional del Treball (CNT). Al seu voltant hi figuraren Joaquim Maurín, Josep Oltra i Picó, Jaume Miravitlles i Navarra, Víctor Alba i Daniel Domingo i Montserrat.
El 1924 fou l'òrgan escrit de la Federació Comunista Catalanobalear (FCCB), integrada en el Partit Comunista d'Espanya (PCE). Però quan aquella va trencar amb el PCE, es convertí en el portaveu del Bloc Obrer i Camperol (BOC).
Quan el BOC i l'Esquerra Comunista (EC) es fusionaren en el Partit Obrer d'Unificació Marxista (POUM), "La Batalla" va passar a ser el mitjà de premsa del nou partit polític des del 3 d'agost de 1936 fins al 4 maig de 1937, quan es va suspendre. De fet, el 20 de juliol es va publicar en català i amb una nova capçalera titulada "Avant", però de seguida es tornà a l'edició tradicional. Durant aquesta etapa, La Batalla es va publicar des de l'impremta del de El Correo Catalán, que havia estat confiscada pel POUM, sota la direcció tècnica de Josep Escuder. Va haver de plegar arran dels Fets de Maig en què el local fou confiscat de nou i la militància del POUM fou reprimida per les autoritats republicanes.
Tingué una darrera etapa (la quarta) a mitjans dels anys 1970, de nou com a òrgan del POUM.